# Linisa acutedentata
Linisa acutedentata is een slakkensoort uit de familie van de Polygyridae. De wetenschappelijke naam van de soort werd voor het eerst geldig gepubliceerd in 1858 door W. G. Binney als Helix acutedentata .